# Chrysolina americana
L'escarabat Chrysolina americana (Linnaeus, 1758), comunament conegut com l'escarabat del romaní, és un coleòpter de la família Chrysomelidae i subfamília Chrysomelinae, originari de la regió mediterrània.
Tot i el seu nom, aquest escarabat tan distintiu és originari del sud d'Europa, el nord d'Àfrica, el Pròxim Orient i l'Orient Mitjà. És localment comú en tota la seva àrea de distribució i es troba en àrees escassament vegetades o lleugerament boscoses, en sòls arenosos on es troben les plantes hostes.

## Descripció
L'escarabat del romaní (Chrysomela americana) és un escarabat petit, rodó i lluent, típic representant de l'extensa família crisomèlids. Mesura uns 5-8 mm de longitud. El seu cos és de color verd metàl·lic, amb quatre línies vermelles o porpres a cada èlitre. Sota dels èlitres té un parell d'ales posteriors plegades. Les seves potes són de color rogenc. Presenta ulls compostos petits, peces bucals mastegadores i antenes filiformes rogenques. Els genitals són interns en ambdós sexes.
Les larves són blanquinoses amb cinc línies longitudinals fosques. Presenten un cap esclerotitzat bastant desenvolupat i tres parells de potes toràciques (en protòrax, mesotòrax i metatòrax). Assoleixen els 8 mil·límetres de longitud.

L'adult de Chrysolina americana podria confondre's amb Chrysolina cerealis, menys freqüent i de grandària semblant però, les plantes nutrícies d'aquesta espècie són gramínies. Tot i això, per a diferenciar-les és important destacar que el puntejat dels èlitres és clarament diferent: en Chrysolina americana el puntejat forma dues línies paral·leles exclusivament sobre les bandes blaves, mentre que en C.cerealis el puntejat recobreix de manera homogènia tots dos èlitres i les bandes de color són més amples.

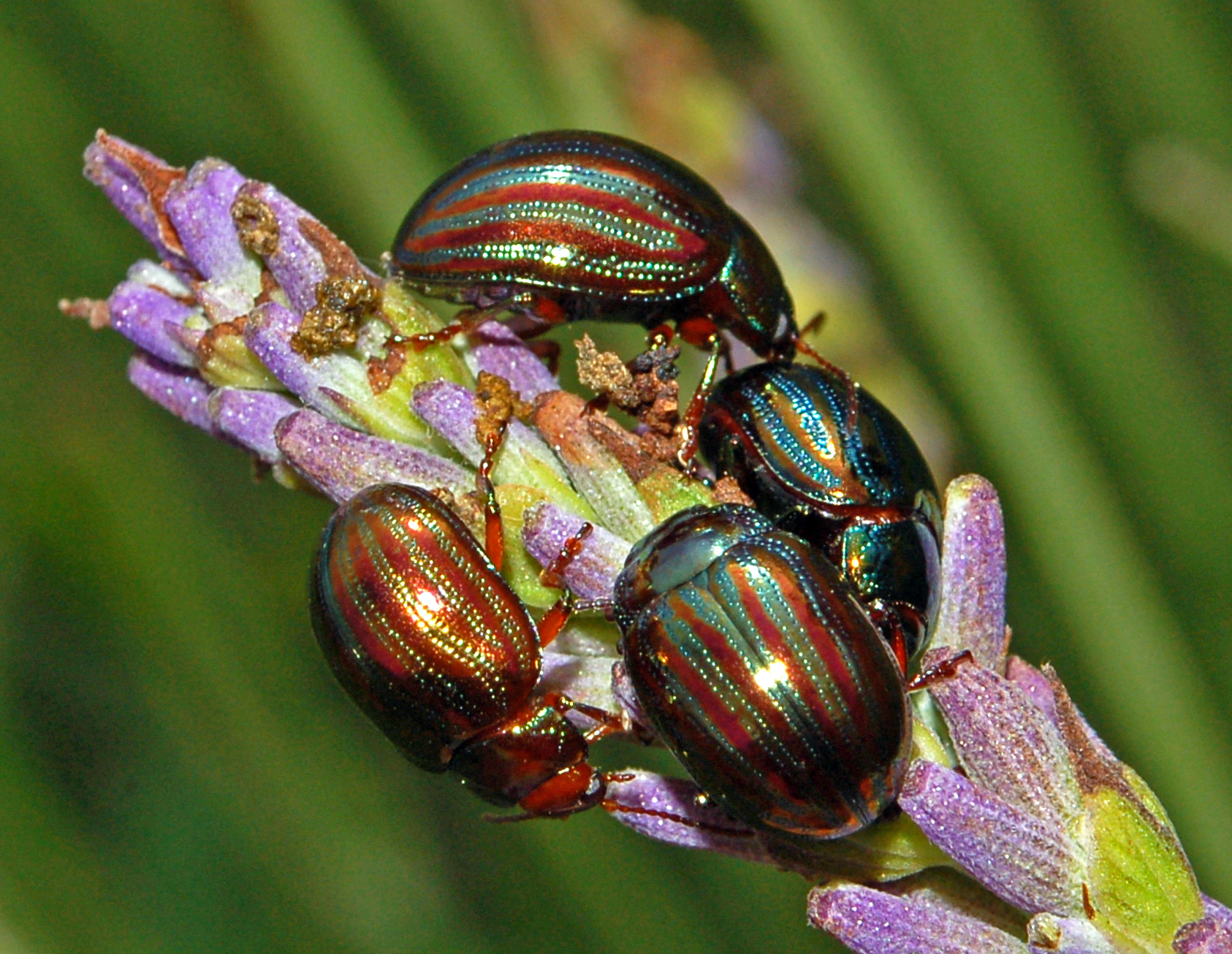
Adults de Chrysolina americana
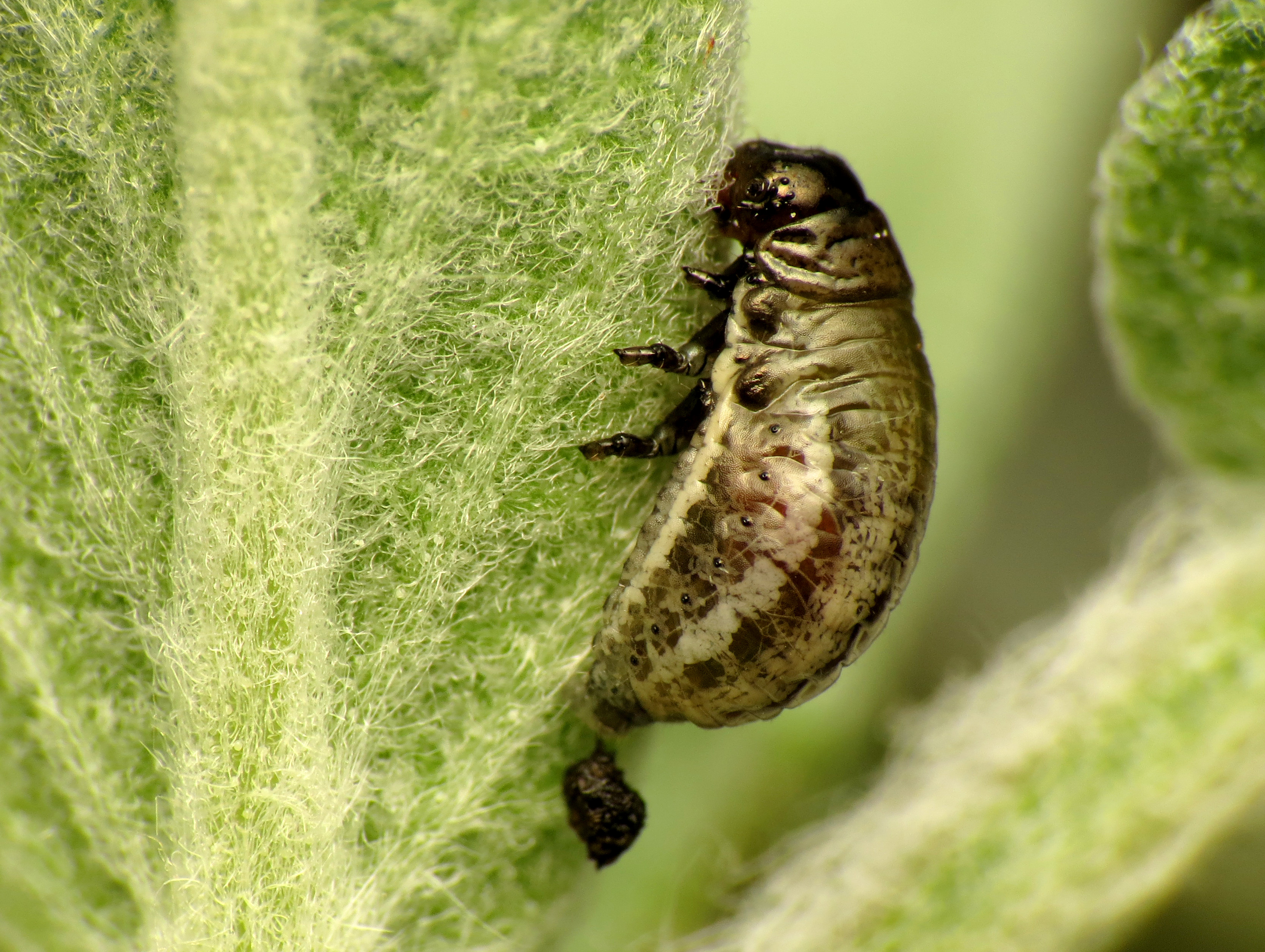
Larva de Chrysolina americana
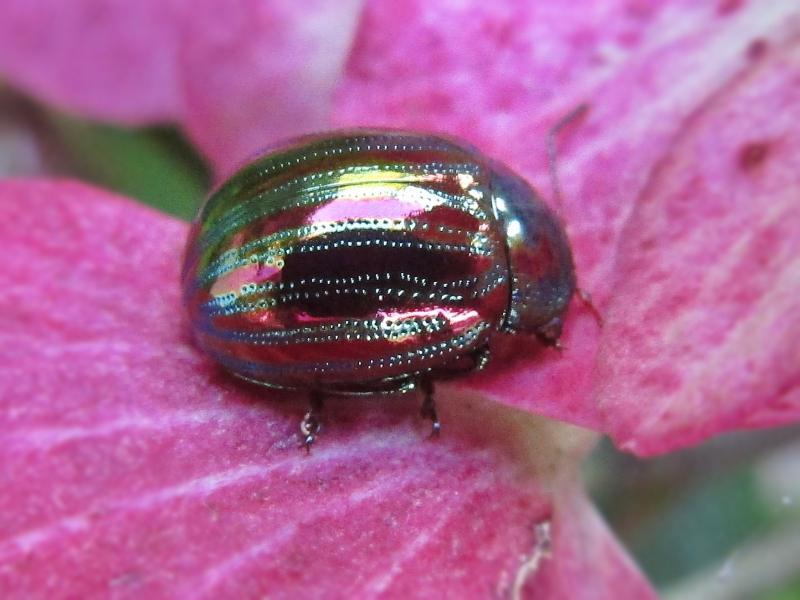
Adult de Chrysolina americana
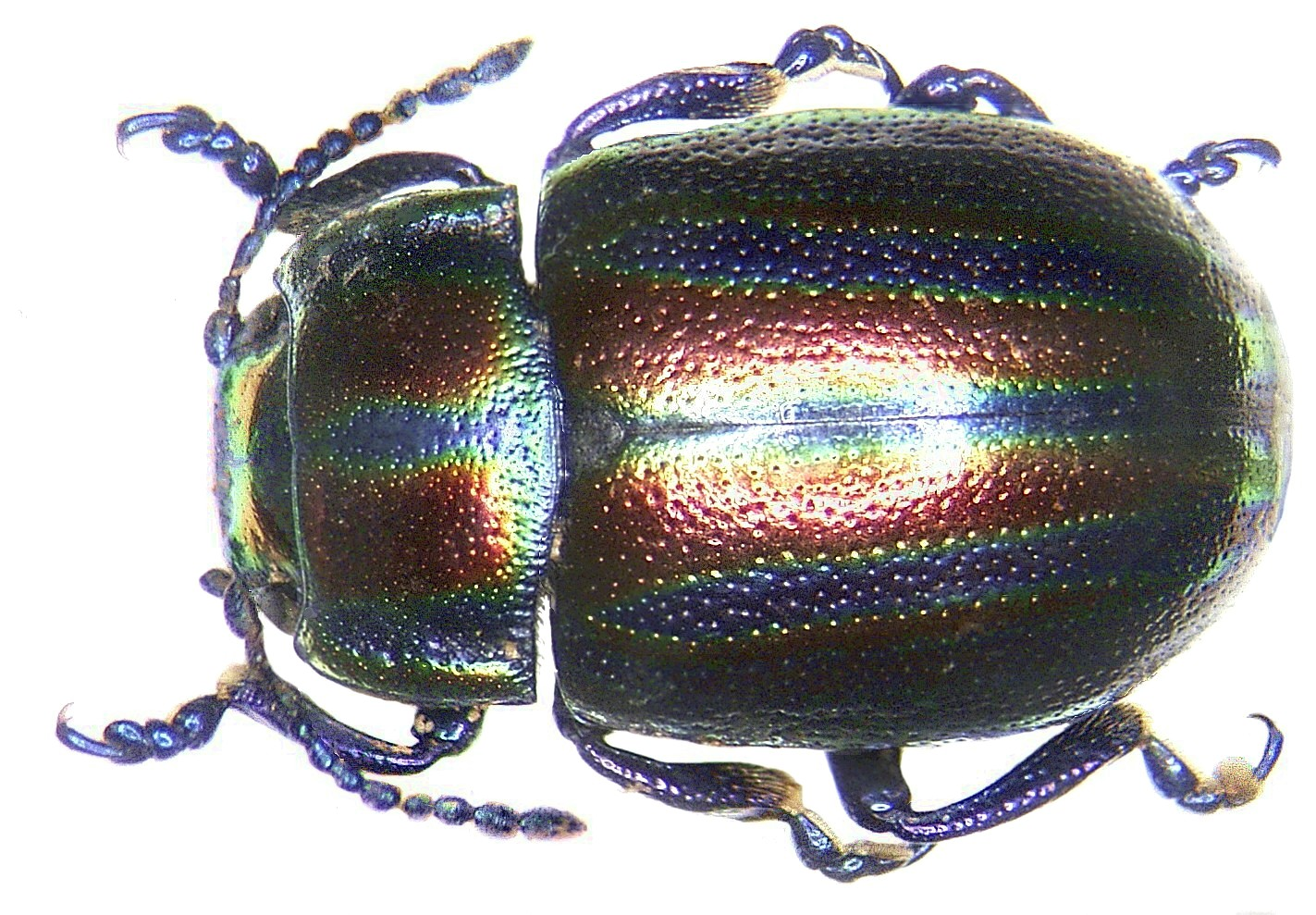
C.cerealis, espècie que es pot confondre amb C. americana

## Ecologia

### Cicle de vida
Presenten una metamorfosi completa, és a dir, el seu cicle de vida consta de larva, pupa i adult.
La fecundació de les femelles es produeix a finals d'estiu i principis de la tardor. Els ous es dipositen en la cara inferior del fullatge de la planta hoste i les larves es desenvolupen durant l'hivern, convertint-se en pupes en la primavera. Els adults fan l'eclosió després d'unes tres setmanes i s'alimenten del fullatge fins a principis de l'estiu abans d'un període d'estivació durant els mesos més càlids. Finalment, a finals d’estiu els escarabats adults comencen a alimentar-se, aparellar-se i pondre ous.
Generalment, es produeix una generació a l’any, però com que els adults tenen un estadi més llarg, pot haver-hi alguna superposició entre les noves i velles generacions d'escarabats adults. Per això, es poden trobar escarabats adults en gairebé qualsevol època de l'any.

### Alimentació
Tant els adults com les larves de Chrysolina americana s'alimenten de plantes de la família Lamiaceae, com Rosmarinus officinalis, Lavandula spp., Sàlvia spp., Thymus spp., entre d'altres espècies d'interès comercial. És per aquest motiu que Chrysolina americana és considerada una plaga.

### Enemics naturals
Els enemics naturals coneguts són Anaphes chrysomelae que parasita els ous de C. americana i, mosques paràsites de la família Tachinidae que parasiten les larves; com Meigenia dorsalis, Meigenia mutabilis, Macquartia dispar, Macquartia tenebricosa i Macquartia tessellum.

### Hàbitat
Zones de matoll baix mediterrani. Prefereix el clima sec i assolellat típic de la Regió Mediterrània, encara que està penetrant en climes més humits.

### Distribució
És una espècie amb una capacitat de dispersió molt limitada, ja que no vola grans distàncies; les seves ales són reduïdes. El fet que s'estiguin comercialitzant les plantes hostes (com Rosmarinus officinalis i Lavandula spp) entre diferents països, està ajudant a l'expansió de la distribució de C. americana, que probablement s'ha introduit a altres indrets juntament amb les plantes importades.

### Interacció amb els humans
Algunes de les plantes hostes de Chrysolina americana són plantes aromàtiques populars amb múltiples usos com la cuina, cosmètics, o que s'utilitzen habitualment en jardins domèstics i en espais públics verds. Tanmateix, els adults i les larves de l'escarabat del romaní poden causar danys a les fulles de les plantes hostes.
Els escarabats del romaní i les seves larves s'alimenten més concretament de tiges tendres d'herbes que solen produir alts nivells de càmfora, cosa que fa que les fulles noves desenvolupin vores marronoses. L'alimentació no sol ser prou seriosa per a matar les plantes, però el nou creixement es distorsiona i les plantes afectades semblen poc saludables.
En els casos en què l'escarabat és abundant en plantacions comercials pot provocar conseqüències econòmiques negatives, ja que danya les fulles utilitzables, reduint així el rendiment de la collita. És per aquest motiu que Chrysolina americana es considera una plaga d'aquests cultius.